# فانتیک موتور
فانتیک موتور (انگلیسی: Fantic Motor) شرکت موتورسیکلت‌سازی ایتالیایی است، که در سال ۱۹۶۸ تأسیس شد.